# Golden (álbum de Kylie Minogue)
Golden é décimo quarto álbum de estúdio da artista musical australiana Kylie Minogue. Foi lançado em 6 de abril de 2018, através da BMG Rights Management. O álbum foi co-produzido por Minogue ao lado de vários produtores, incluindo Ash Howes, Richard "Biff" Stannard, Sky Adams, Alex Smith e Mark Taylor, entre outros. Todas as faixas foram co-escritas por Minogue, tornando-se seu primeiro álbum a seguir este passo desde Impossible Princess (1997). A maior parte do disco foi gravado em Nashville, Tennessee, onde Minogue encontrou uma nova inspiração para com a sua música, além de também ter gravado boa parte do material em Londres e Los Angeles, Califórnia.  
Musicalmente, Golden marca um afastamento musical dos trabalhos anteriores de Minogue, possuindo uma sonoridade disco-pop fortemente influenciada pelo country e pela música dance. Descrito por Minogue como um de seus álbuns mais pessoais, as letras abrangem uma ampla gama de temas, incluindo relacionamentos fracassados, morte, dança e diversão. Após seu lançamento, Golden recebeu avaliações positivas de críticos musicais, com a maioria elogiando a honestidade e personalidade de Minogue através de suas habilidades como compositora, bem como sua atratividade. No entanto, os críticos foram divididos pela composição e sua experimentação com a música country. Comercialmente, tornou-se no sexto álbum de Minogue a atingir a primeira posição no Reino Unido; o álbum entrou para os vinte primeiros lugares de vários outros mercados, incluindo Austrália, Bélgica, Brasil, Alemanha, Irlanda, Nova Zelândia e Suíça. Golden tornou-se também o primeiro álbum da cantora a chegar simultaneamente ao topo na Austrália e no Reino Unido desde Fever (2001).
"Dancing", "Stop Me From Falling", a faixa-título, "A Lifetime to Repair", "Music's Too Sad Without You" e "Sincerely Yours" foram lançadas como singles do álbum. A fim de promover o álbum, Minogue fez aparições em vários programas de televisão, incluindo o The Graham Norton Show, The X Factor e Good Morning America. Além disso, a artista realizou a turnê promocional Kylie Presents Golden em locais menores, e logo após embarcou na Golden Tour, cobrindo a Europa e a Austrália, se estendendo até o ano seguinte. 

## Antecedentes
O décimo segundo álbum de estúdio de Minogue, Kiss Me Once, foi lançado em março de 2014 sob críticas mistas. O disco debutou no topo da ARIA Charts e em junho de 2014 registrava 215 mil cópias vendidas mundialmente. Antes de o lançar, a artista demitiu com o seu gestor Terry Blamey, assinando um contrato de gerenciamento com a empresa americana Roc Nation, dirigida pelo rapper Jay-Z, em fevereiro de 2013. Em relação a sua gravadora, a cantora rompeu ligações em março de 2015, devido a recepção do disco citado; entretanto, Minogue disse que a equipe da mesma remete a "família". Após isto, a cantora lançou um álbum natalino em novembro de 2015, intitulado Kylie Christmas, que incluia regravações de outras canções populares de natal e material novo. A Idolator citou este lançamento, após o seu anúncio, como um "segmento dos passos festivos de Mariah Carey". O desempenho deste foi fraco, entrando na sétima posição da parada australiana e na 12ª da UK Albums Chart, compliada para o Reino Unido. Teve um relançamento em novembro do outro ano, que adicionou participações com outros cantores, incluindo Mika.

“É legal parecer um retorno ao passado, mas também tem que soar moderno, para que a carreira de Kylie evolua. Ela fala sobre esperar alguém falar como ela se sente, e estar tipo: ‘Vamos, vamos sair e parar de enrolar. O que você está esperando?’. Ela deve ter escolhido essa música depois do término, porque ela quer que as pessoas sejam honestas com ela.”

— O disc jockey (DJ) Sigala sobre as faixas que fez com Minogue para o disco.
Além de seus empreendimentos musicais, Minogue também estrelou um pequeno papel no filme San Andreas, o qual foi criticado pelo próprio protagonista Dwayne Johnson em relação a personagem encenada pela artista morrer no meio da metragem, e na série Galavant como a "Rainha da Floresta Encantada", mais especificamente no episódio A New Season, AKA Suck It Cancellation Bear, além de fazer vários singles para trilhas sonoras de filmes e musicais. Seu último trabalho, antes do lançamento do disco, foi no filme de comédia Swinging Safari; o mesmo recebeu quatro estrelas por Luke Buckmaster, da The Guardian, que o descreveu como  "uma jogada de sexo que simultaneamente celebra e denegre a cultura australiana". Em abril de 2016, a cantora postou uma imagem no Instagram juntamente com Bonnie McKee, além de marcar nesta mesma postagem produtores de longa data como Daniel Davidson, Peter Wallevik e Cutfather. Durante os bastidores de um show natalino, em dezembro de 2016, confirmou que estava planejando um álbum novo para 2017, e ainda pensando sobre uma nova turnê. No começo de fevereiro deste ano citado, a cantora assinou contrato com a BMG Rights Management, o qual tem parceria com a Sony Music Entertainment, prometendo seu "coração e alma" sobre as faixas do álbum; a Billboard descreveu a parceria como o "começo de uma era nova para Kylie". Neste ano, também, a cantora compartilhou várias fotos diversas de vários instrumentos enquanto enquanto em estúdio, incluindo banjo, violão, sintetizador e microfones. Em dezembro de 2017, foi anunciado que o álbum já estava finalizado, com Minogue reunindo todas pessoas da equipe de sua gravadora em uma festa para ouvirem o CD e o seu futuro primeiro single; foi descrita pelos mesmos como "seu melhor desde 'All the Lovers'". O nome do álbum foi anunciado pela artista no Twitter em 10 de janeiro de 2018, logo após um pôster com uma foto sua em seu calendário de 2017 ser divulgada em Paris.

## Composição
Em junho de 2017, uma fonte comentou ao jornal The Sun que o álbum teria como temas líricos relações sobre a separação da cantora com o ator Joshua Sasse, e também sobre os direitos LGBT; o disc jockey (DJ) Sigala comentou nesta matéria que a música que ele fez com a artista com a previsão de ser tornar o primeiro single do disco é inspirada nos anos 90, em especial em "Spinning Around", primeiro single do álbum Light Years (2000), também de Minogue. Ela ainda disse, em outra entrevista para o Official Charts Company, que estava compondo canções com o trio The Invisible Men para o CD, afirmando: "É realmente bizarro para mim [estar na discografia de Kylie]! Ela era e ainda é um dos maiores nomes do pop. Ainda não a conheci, mas espero que possamos quando terminarmos a música".
Um mês depois, em julho de 2017, foi lançado boatos de que a cantora poderia estar fazendo um álbum com influência do gênero country, logo após postar fotos com os compositores Lindsay Rimes e Phil Barton, que já fizeram canções para Lee Bice e Thomas Rhett, seguindo a mesma linha de artistas como Lady Gaga — que lançou o Joanne (2016), um álbum especialmente derivado do gênero — e Miley Cyrus. Ela comentou sobre estar escrevendo novas músicas em vários locais, em uma entrevista de outubro de 2017, dizendo que "Eu fiz muito trabalho para o álbum antes disso, mas Nashville teve um efeito profundo sobre mim". Pouco depois, no réveillon do mesmo ano, a cantora confirmou que seu álbum teria uma fusão "country-dance" em uma matéria do The Guardian do que aconteceria de importante na música e cinema em 2018, e que seria "como se Dolly Parton estivesse em uma pista de dança". Além disso, deu exemplos de singles para se ter base da sonoridade explorada no álbum; alguns deles eram músicas bem sucedidas como "Man! I Feel Like a Woman", de Shania Twain, "Wake Me Up", do disc jockey (DJ) Avicii e "Don't Tell Me" de Madonna. É também o primeiro álbum da cantora a ter a maioria das faixas escritas pela mesma, sendo seu primeiro álbum desde Impossible Princess (1997) que a cantora trabalhou no processo criativo. Ela descreveu o processo de composição em Nashville como uma "terapia". Além disso, afirmou que seu novo álbum serviu como "uma libertação do seu desespero", comentando:
"Fazer esse álbum era uma espécie de salvação. O final de 2016 não foi um bom momento para mim. Então, quando comecei a trabalhar no álbum em 2017, foi, de muitas maneiras, uma ótima fuga".

## Promoção

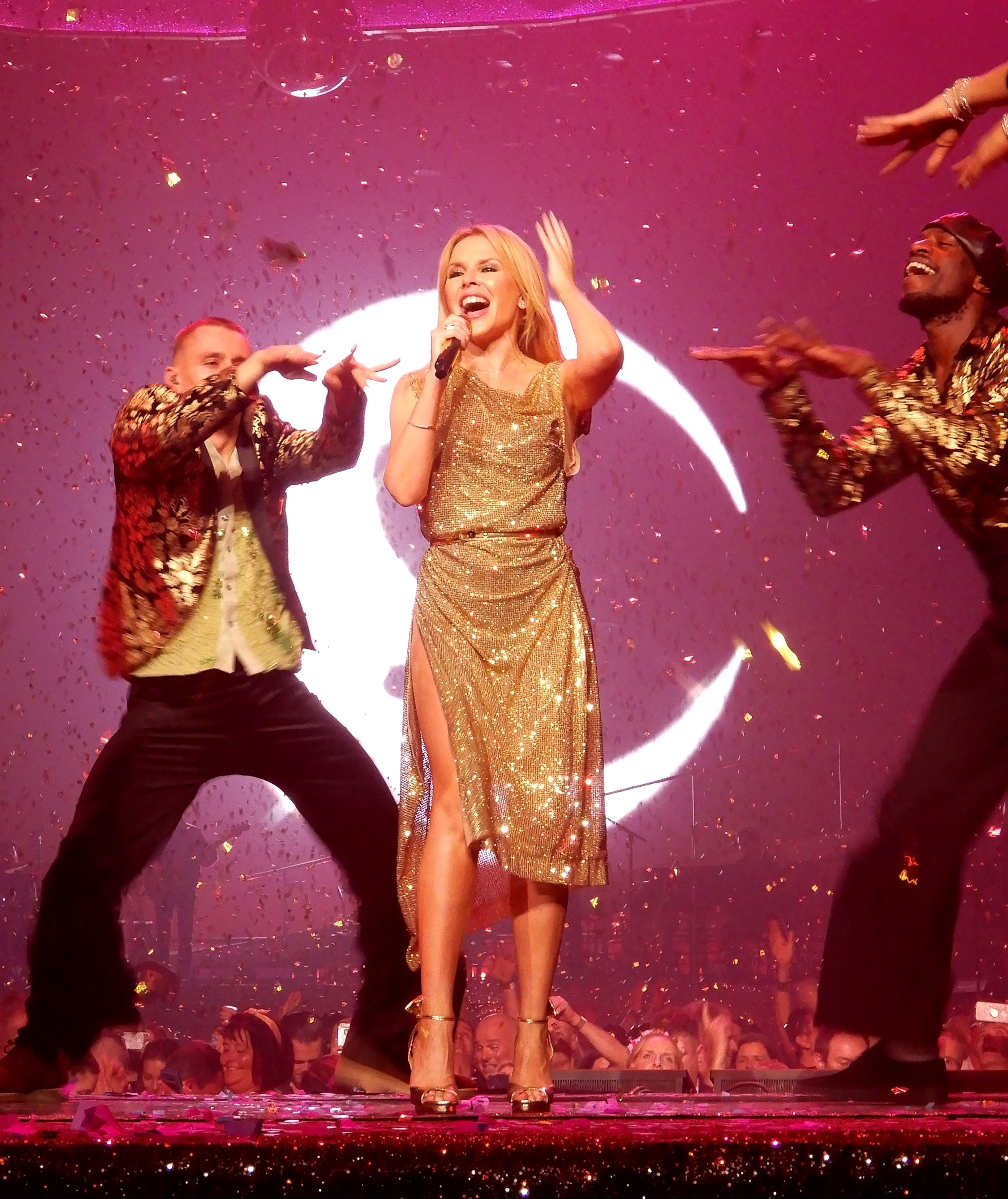
Kylie Minogue - Golden Tour - Motorpoint Arena - Nottingham - 20.09.18. - (38)

No dia 24 de fevereiro de 2018, Minogue foi entrevistada por Graham Norton na BBC Radio 2, onde ela discutiu o processo de criação do álbum. No mesmo dia foi ao ar uma performance de seus sucessos e do novo single "Dancing" no Saturday Night Takeaway.

### Turnê
Minogue realizou uma turnê promocional em março de 2018, intitulada Kylie Presents Golden. As cidades que Minogue passou foram Londres, Manchester, Barcelona, Paris e Berlim. Em setembro, começou a turnê oficial de divulgação do álbum, intitulada Golden Tour.

## Singles
"Dancing" foi a primeira canção de Golden divulgada como single. O seu lançamento ocorreu oficialmente em 19 de janeiro de 2018, tendo sido antecipado devido à divulgação ilegal da faixa na Internet, que aconteceu cinco dias antes. Tem sido elogiada por críticos, que chamaram a faixa como "nova e fresca" para a artista, bem como disseram que seu refrão é "instantaneamente humilde".

## Lista de faixas
O alinhamento de faixas de Golden foi divulgado por Minogue em 16 de janeiro de 2018 através de suas redes sociais. Dois dias depois, foi revelada pela loja australiana Sanity e pelo iTunes da Austrália mais quatro faixas da edição deluxe do disco.
| Edição padrão |                                                    |                                                                                |                               |         |  |
| N.º           | Título                                             | Compositor(es)                                                                 | Produtor(es)                  | Duração |  |
| 1.            | "Dancing"                                          | Kylie Minogue, Steve McEwan, Nathan Chapman                                    | Sky Adams                     | 2:59    |  |
| 2.            | "Stop Me from Falling"                             | Minogue, Adams, McEwan, Danny Shah                                             | Adams                         | 3:01    |  |
| 3.            | "Golden"                                           | Minogue, Lindsay Rimes, Liz Rose, McEwan                                       | Rimes                         | 3:07    |  |
| 4.            | "A Lifetime to Repair"                             | Minogue, Adams, Shah                                                           | Adams                         | 3:19    |  |
| 5.            | "Sincerely Yours"                                  | Minogue, Jesse Frasure, Amy Wadge                                              | Frasure                       | 3:28    |  |
| 6.            | "One Last Kiss"                                    | Minogue, Ash Howes, Richard "Biff" Stannard                                    | Howes, Stannard               | 3:41    |  |
| 7.            | "Live a Little"                                    | Minogue, Adams, Shah                                                           | Adams                         | 3:07    |  |
| 8.            | "Shelby 68"                                        | Minogue, Howes, Stannard                                                       | Howes, Stannard               | 3:35    |  |
| 9.            | "Radio On"                                         | Minogue, Wadge, Jon Green                                                      | Green                         | 3:42    |  |
| 10.           | "Love"                                             | Minogue, Cutfather, Daniel Davidsen, Peter Wallevik, Wayne Hector, Autumn Rowe | Adams                         | 2:52    |  |
| 11.           | "Raining Glitter"                                  | Minogue, Alex Smith, Mark Taylor, Eg White                                     | Minogue, Smith, Taylor, White | 3:33    |  |
| 12.           | "Music's Too Sad Without You" (com Jack Savoretti) | Minogue, Savoretti, Samuel Dixon                                               | Samuel Dixon                  | 4:09    |  |

| Faixas bônus da edição deluxe |                           |              |         |  |
| N.º                           | Título                    | Produtor(es) | Duração |  |
| 13.                           | "Lost Without You"        | Green        | 4:04    |  |
| 14.                           | "Every Little Part of Me" | Adams        | 2:58    |  |
| 15.                           | "Rollin'"                 | Adams        | 3:32    |  |
| 16.                           | "Low Blow"                | Adams        | 2:56    |  |

## Desempenho nas tabelas musicais

### Posições
| Tabela musical (2018)                                         | Melhor posição |
| ------------------------------------------------------------- | -------------- |
| Alemanha (Media Control Charts)                               | 3              |
| Austrália (ARIA Charts)                                       | 1              |
| Áustria (Ö3 Austria)                                          | 5              |
| Bélgica (Ultratop 50 de Flandres)                             | 4              |
| Bélgica (Ultratop 40 da Valônia)                              | 12             |
| Canadá (Billboard)                                            | 33             |
| Escócia (The Official Charts Company)                         | 1              |
| Eslováquia (ČNS IFPI)                                         | 63             |
| Espanha (PROMUSICAE)                                          | 8              |
| Estados Unidos (Billboard 200)                                | 64             |
| Estados Unidos (Billboard Independent Albums)                 | 4              |
| Finlândia (Suomen virallinen lista)                           | 47             |
| França (Syndicat National de l'Édition Phonographique)        | 8              |
| Hungria (MAHASZ)                                              | 10             |
| Irlanda (IRMA)                                                | 2              |
| Irlanda (IRMA Independent Albums Chart)                       | 1              |
| Itália (Federazione Industria Musicale Italiana)              | 14             |
| Japão (Oricon)                                                | 64             |
| Japão Hot Albums (Billboard)                                  | 49             |
| Japão Independent Albums Chart (Oricon)                       | 10             |
| Nova Zelândia (Recording Industry Association of New Zealand) | 16             |
| Países Baixos (MegaCharts)                                    | 18             |
| Polónia (ZPAV)                                                | 23             |
| Reino Unido (UK Albums Chart)                                 | 1              |
| Reino Unido (UK Independent Albums Chart)                     | 1              |
| Chéquia (ČNS IFPI)                                            | 6              |
| Suécia (Sverigetopplistan)                                    | 38             |
| Suíça (Schweizer Hitparade)                                   | 4              |

### Certificações
| País (Empresa)    | Certificação |
| ----------------- | ------------ |
| Reino Unido (BPI) | Ouro         |

## Histórico de lançamento
| Região      | Data                | Formato              | Gravadora          |
| ----------- | ------------------- | -------------------- | ------------------ |
| Austrália   | 6 de abril de 2018  | CD, download digital | Darenote, BMG      |
| Reino Unido | 6 de abril de 2018  | CD, download digital | Darenote, BMG      |
| Brasil      | 18 de abril de 2018 | CD                   | Warner Music Group |
| México      | 20 de abril de 2018 | CD                   | Warner Music Group |